# موتور كرم بيك نارويي
موتور كرم بيك نارويي (بالإنجليزية: Mowtowr-e Karam Beyk Naruyi)‏ هي منطقة سكنية تقع في سيستان وبلوتشستان في إيران. يقدر عدد سكانها بـ 13 نسمة .